# باربرا هولاند
باربرا هولاند (بالإنجليزية: Barbara Holland)‏ هي مقالاتية وكاتِبة وكاتبة للأطفال أمريكية، ولدت في 5 أبريل 1933، وتوفيت في 7 سبتمبر 2010 بسبب سرطان الرئة.